# Induktionshäll

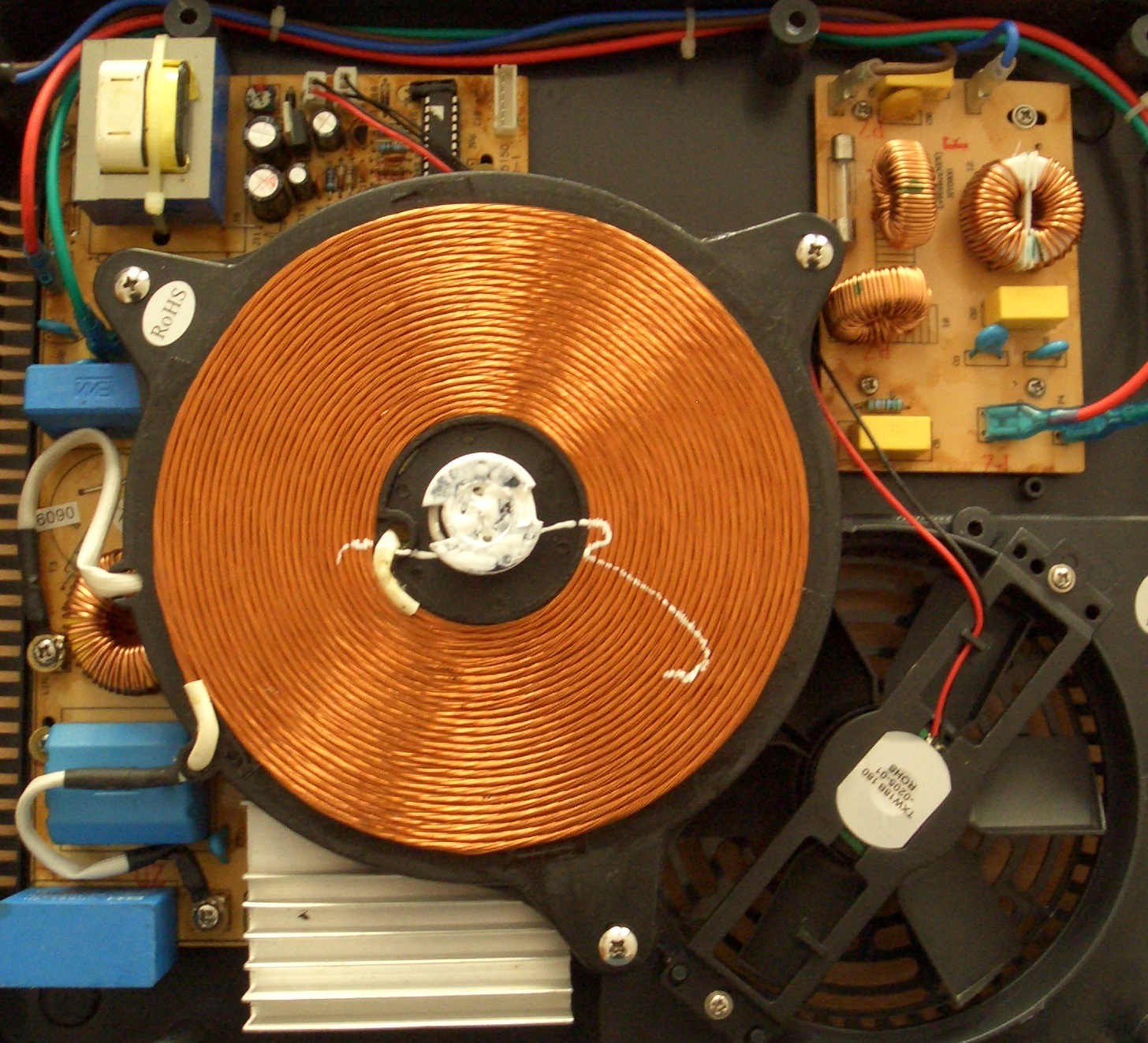
Induktionsspole och elektronik under spishällen

Induktionshäll är en teknik som används i modernare spisar för matlagning. Tekniken går ut på att varierande magnetfält från hällen inducerar strömmar i använd kastrull eller stekpanna för att på så vis skapa värme.  

## Hur den fungerar
En spole (som ses i bilden till höger) alstrar ett med hög frekvens (några tiotals kHz) varierande magnetiskt fält som genom Faradays induktionslag skapar en inducerad spänning i kastrullens botten. Eftersom kastrullen leder ström, driver denna spänning en så kallad virvelström. När en spänning krävs för att driva en ström utvecklas samtidigt värme (detta implicerar att en kraft behövs för att upprätthålla en rörelse, dvs arbete utvecklas). En förenklad bild är att elektronerna dunsar in i atomer när de börjar röra sig runt i kastrullen, vilket får atomerna att vibrera, vilket vi makroskopiskt sett uppfattar som värme.  
Värmeutvecklingen sker inte bara genom inducerade strömmar, utan även på grund av magnetisk hysteres (det finns även andra empiriskt uppmätta förlustmekanismer som brukar klumpas ihop som "övriga förluster"). Vid höga frekvenser dominerar dock virvelströmsförluster, då dessa växer kvadratiskt med frekvensen. 
Till skillnad från kastrullen värms dock inte spolen upp i samma utsträckning, då de virvelströmmar som dominerar i den tjocka kastrullbotten inte har plats att röra sig (runt i små virvlar) i de tunna trådarna inuti spolen. Litztråd, dvs koppartråd med många små från varandra isolerade kopparkardeler kan användas för att minska de frekvensberoende förlusterna ytterligare. Spolen värms fortfarande upp av dess kopparns resistans, men tack vare den höga arbetsfrekvensen kan man hålla strömamplituden (och därmed de resistiva förlusterna) relativt låg, och därigenom göra induktionshällen kompakt och utan särskilt stora kylflänsar.  
En induktionshäll blir alltså inte varm i sig, utan det är endast kastrull/stekpanna som värms upp. Efter en längre stunds matlagning värms dock plattan upp genom vanlig värmekonduktion från kastrullen. 

## Användning
Eftersom värmen alstras närmre maten ökar verkningsgraden jämfört med en äldre spishäll då mindre värme "missar" målet. Att koka upp vatten går ungefär lika fort som i en vattenkokare.  Responstiden när man ändrar reglagen är också snabbare. 
För att fungera måste kokkärlen vara ferromagnetiska till exempel gjorda av järn. Även vissa typer av rostfritt stål fungerar (icke austenitiska). Däremot kan man inte använda sådana av glas eller aluminium. Ett enkelt sätt att testa om ett kokkärl fungerar är att se om en magnet fäster på det.

## Debatten om risker
Spisar med induktionshäll alstrar starkare magnetfält än andra spisar.
Fältstyrkan på 10 cm avstånd från apparaten: Induktionsspis 1,2 µT. Elspis 0,8 µT.[källa behövs]
Det finns dock inga fastställda hälsorisker med de alstrade magnetfältens styrka.